# Haseldorf
Haseldorf est une commune d'Allemagne de l'arrondissement de Pinneberg dans le Schleswig-Holstein.

## Géographie
Haseldorf se trouve à 12 km au sud-ouest d'Elmshorn et à 10 km à l'ouest de Pinneberg sur l'Elbe. La commune se trouve dans le marais de Haseldorf (Haseldorfer Marsch), dont elle est la localité principale.

## Histoire
Haseldorf a été mentionné par écrit pour la première fois en 1190. On y construit un château fort au XIIe siècle, reconstruit en 1317. Il est détruit par les troupes de Wallenstein en 1627. Plus tard on y construit à son emplacement le manoir de Haseldorf en 1804 à proximité de l'église Saint-Gabriel datant du XIIIe siècle.

## Architecture
- Manoir de Haseldorf : demeure du prince-poète Emil von Schönaich-Carolath

## Personnalités liées à la ville
- Michael Baumgarten (1812-1889), théologien né à Haseldorf.